# Rivo Rakotovao
Rivo Rakotovao (12 de mayo de 1960) es un político malgache que se desempeñó de forma interina como Presidente de la República de Madagascar, al tiempo que cumple funciones como presidente del Senado.

## Presidente interino de Madagascar
El 7 de septiembre de 2018, el presidente Hery Rajaonarimampianina presentó su renuncia a la presidencia, un acto requerido por ley para participar en las próximas elecciones presidenciales. Como resultado, Rivotovao, como presidente del Senado, asumió el papel de presidente interino, un cargo que ocupará hasta la elección de un nuevo presidente. El 9 de septiembre, el secretario general de las Naciones Unidas, António Guterres, reafirmó su apoyo a Rivotovao.